# Take Care (canção)
"Take Care" é uma canção do rapper canadense Drake, gravada para o seu segundo álbum de estúdio com o mesmo título. Conta com a participação da cantora Rihanna, sendo escrita por Aubrey Graham, Jamie Smith, Noah Shebib, e produzida por Jamie xx e 40. Embora não tenha recebido cobertura como single, devido às vendas digitais, conseguiu entrar nas tabelas musicais UK Singles Chart e Scottish Singles Chart, durante a semana de lançamento do disco. A música deriva de origens estilísticas do hip-hop, o seu arranjo musical é composto por guitarra e sintetizadores.

## Desempenho nas tabelas musicais

### Posições
| Tabela musical (2011)              | Melhor posição |
| ---------------------------------- | -------------- |
| Austrália - ARIA Charts            | 45             |
| Canadá - Canadian Hot 100          | 1              |
| Escócia - Scottish Singles Chart   | 14             |
| Estados Unidos - Billboard Hot 100 | 7              |
| Irlanda - IRMA                     | 50             |
| Reino Unido - UK Singles Chart     | 9              |
| Reino Unido - UK R&B Singles Chart | 5              |
| Suíça - Swiss Singles Chart        | 67             |

## Créditos
Todo o processo de elaboração da canção atribui os seguintes créditos pessoais:
| - Drake – vocalista principal, composição; - Rihanna - vocalista convidada; - Jamie Smith - composição, produção, instrumentos; - Noah Shebib - composição, produção, gravação; - Ruben Riveara - gravação; | - Noel Cadastre - assistência de engenharia; - Romy Madley - guitarra; - Gil Scott-Heron - vocais de apoio; - Noel Campbel - mistura; - Greg Morrison - assistência de mistura. |